# Lukas Märtens
Lukas Märtens (* 27. Dezember 2001 in Magdeburg) ist ein deutscher Schwimmer und Olympiasieger über 400 Meter Freistil (2024). Seit April 2025 hält er den Weltrekord über 400 Meter Freistil.

## Karriere
Lukas Märtens trainiert beim SC Magdeburg unter Bundestrainer Bernd Berkhahn.
Märtens nahm an den Europäischen Jugendschwimmmeisterschaften 2018 und 2019 sowie an den Jugend-Schwimmweltmeisterschaften 2019 in Budapest teil.
Bei seiner Teilnahme am Schwimm-Weltcup 2019 in Berlin erreichte er die Finale im Freistilschwimmen über 200 und über 1500 Meter sowie im Rückenschwimmen über 200 Meter. Märtens nahm ebenfalls an den Kurzbahneuropameisterschaften 2019 in Glasgow teil.

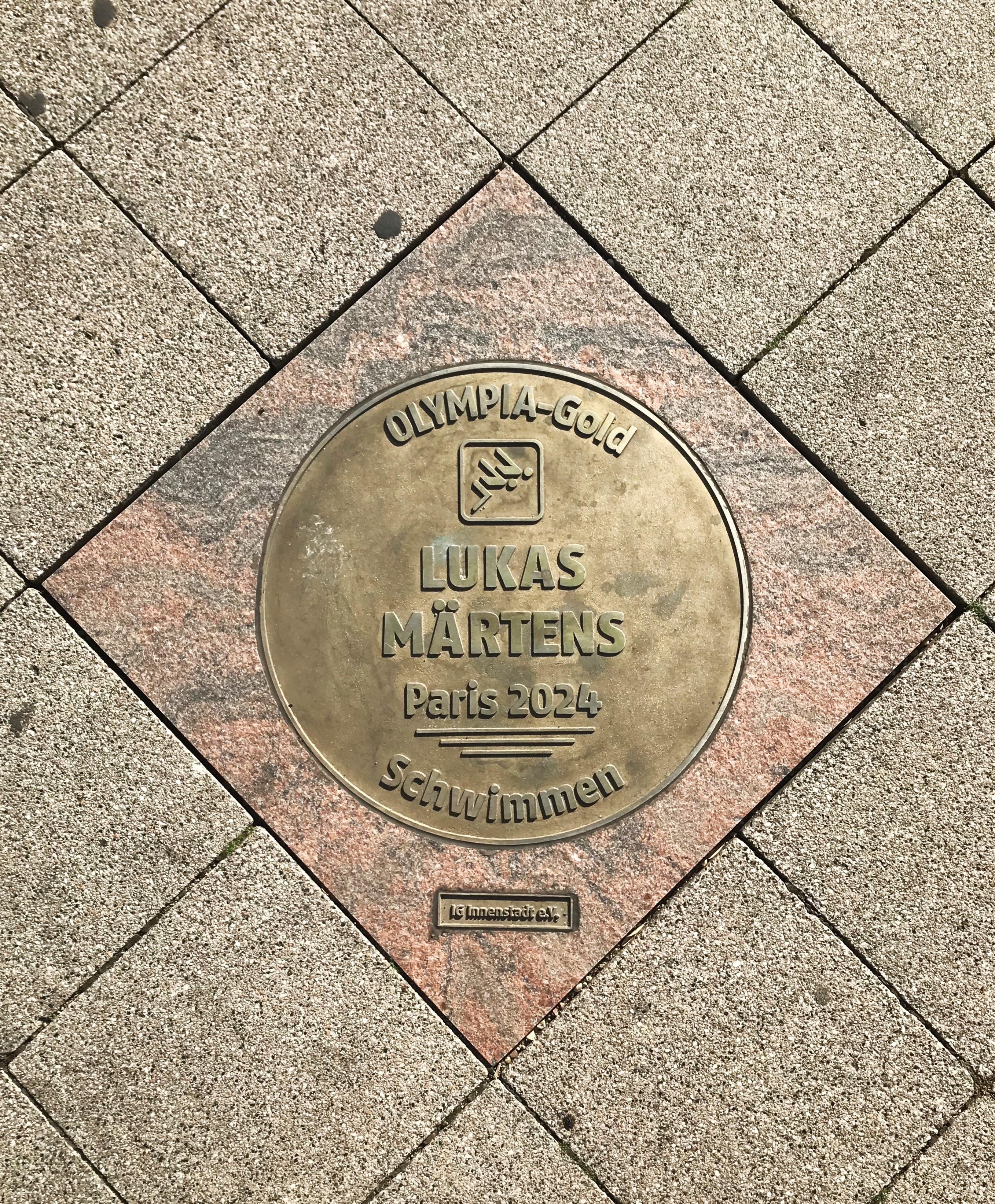
Ehrenplakette auf dem Magdeburger Sports Walk of Fame

Bei den Olympischen Sommerspielen 2020 in Tokio qualifizierte Märtens sich zusammen mit Poul Zellmann, Henning Mühlleitner und Jacob Heidtmann für das Finale über 4-mal 200 Meter Freistil. Die deutsche Staffel erreichte dort mit einer Zeit von 7:06,51 Minuten den siebten Platz. Märtens nahm bei den Spielen in Tokio ebenfalls an Vorläufen über 200, 400 und 1500 Meter Freistil teil.
Zu den Weltmeisterschaften 2022 in Budapest reiste Märtens als Weltjahresbester über 400, 800 und 1500 Meter Freistil an. In seinem ersten Wettbewerb gewann er über 400 Meter in 3:42,85 Minuten die Silbermedaille. Er erreichte außerdem die Finale über 200 Meter (7. Platz) und 1500 Meter (4. Platz). Bei den Europameisterschaften 2022 in Rom gewann er über 400 Meter Freistil seinen ersten internationalen Titel und mit Silber über 800 Meter eine weitere Medaille.
Bei den Weltmeisterschaften 2023 in Fukuoka gewann Märtens Bronze über 400 Meter Freistil. Gleiches gelang ihm bei den Weltmeisterschaften im Folgejahr in Doha.
Bei den Olympischen Sommerspielen 2024 in Paris gewann Märtens Gold über 400 Meter Freistil. Im Finale über 200 Meter Freistil erreichte er den fünften Platz.
Am 12. April 2025 stellte Märtens in Stockholm mit einer Zeit von 3:39,96 Minuten einen neuen Weltrekord über 400 Meter Freistil auf. Er unterbot damit den bisherigen Weltrekord von Paul Biedermann aus dem Jahr 2009 um elf Hundertstelsekunden.

## Familie
Seine Schwester Leonie Märtens ist ebenfalls erfolgreiche Freistilschwimmerin.

## Auszeichnungen
- 2024: Sporthilfe Club der Besten – „Der Beste“
- 2024: Bodenplatte auf dem Magdeburger „Sports Walk of Fame“[11][12]
- 2024: Goldene Henne in der Kategorie Sport[13]
- 2024: Silbernes Lorbeerblatt für den Gewinn der Goldmedaille bei den Olympischen Spielen 2024 in Paris[14]